# Vetrerie Riunite
Vetrerie Riunite S.p.A. (in seguito VRGroup) è un'azienda italiana tra i leader mondiali nella produzione di oblò per elettrodomestici dopo avere a lungo realizzato articoli in vetro pressato per la tavola e la casa, profumeria, appliance, automotive.
Le origini della vetreria risalgono al 1905 con il primo stabilimento di Torino al quale si affianca agli inizi degli anni settanta l'attuale stabilimento di Colognola ai Colli (VR) che acquisterà via via un ruolo centrale sino a divenire la sede sociale e operativa del gruppo.

## Storia

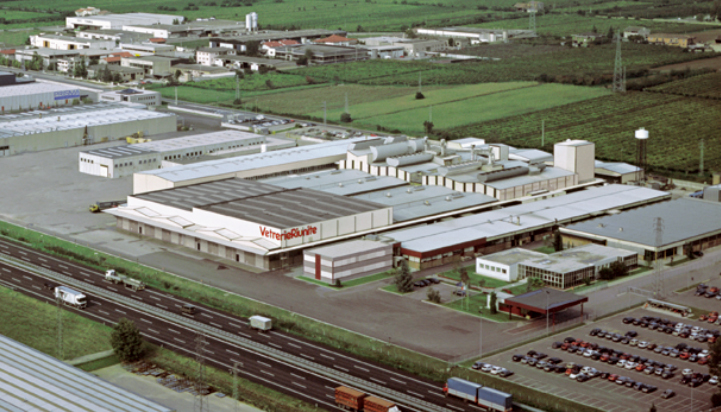
Veduta aerea della sede sociale e operativa del gruppo Vetrerie Riunite

Nel 1905 i fondatori, che sino ad allora avevano operato nei luoghi storici della tradizione vetraria di Altare (SV) e Colle di Val d'Elsa (SI), avviano l'attività a Torino; già allora la produzione spazia dagli articoli per la casa (illuminazione) ai componenti industriali (isolatori).
Momento saliente è l'orientamento al settore automobilistico in pieno sviluppo negli anni sessanta con la produzione delle lenti per fari d'auto. È allora che per fare fronte alla crescente domanda automotive viene costruito da parte di Renato Chivilò, l'ingegnere di origine friulana trapianto a Torino e alla guida dell'azienda insieme al cognato Vittorio Lodi prima che le loro strade si diversifichino, un nuovo stabilimento a Colognola ai Colli in provincia di Verona, che viene inaugurato nel 1971.
Accanto alle lenti per fari d'auto restano i globi per l'illuminazione, si amplia la produzione per gli oblò per lavatrici e per le asciugatrici, che negli anni a seguire diventerà uno dei principali business dell'azienda.
Altra area in cui l'azienda si espande è quella della componentistica per il settore del lusso della cosmesi e della profumeria: aziende di prestigio come Chanel, Dior ed Eisenberg si affidano alla qualità italiana e alle capacità progettuali di Vetrerie Riunite per offrire oggetti in grado di trasmettere sensazioni di preziosità ed eleganza.
Nel 1981 entra a far parte di Vetrerie Riunite un'azienda con una pluriennale esperienza nella progettazione e sviluppo di stampi prevalentemente nell'ambito del lighting nel settore automotive, la Borromini.
Nel 1986 viene fondata Technoglas, un'azienda produttiva con sede in Austria, a Voitsberg (10 chilometri da Graz), che si specializzerà principalmente nella produzione di fari antinebbia e fendinebbia per il settore automobilistico.
Sempre a metà degli anni '80 nasce Novaref, controllata di Vetrerie Riunite, specializzata nel business dei rulli refrattari per l'industria della ceramica.
Nel 1999 viene costituita l'unità produttiva Tableware / Houseware specificamente dedicata agli articoli in vetro per la tavola e da regalo. Con il marchio Caldier by Vetri delle Venezie, ove si vuole richiamare la secolare tradizione veneziana di Murano e la località vicina al sito produttivo (Caldiero in provincia di Verona) vengono lanciate le prime linee di prodotti. Successivamente con il marchio VIDIVI (Vetri delle Venezie) l'orientamento si sposta dal B2B alla vendita al dettaglio e al settore dell'ospitalità.

### Diventa VRGroup
Nell'ottobre 2005 Finvetro, la società che ha il controllo di Vetrerie Riunite (diventata nel frattempo VRGroup), viene acquisito dal bolognese Gianluca Vacchi. Altre partecipazioni significative  sono del fondo ILP II e del fondo chiuso Nem Imprese che fa indirettamente capo alla Banca Popolare di Vicenza. Tre anni più tardi, nel 2008, altro cambiamento: con un'operazione da 112,5 milioni, azionisti di riferimento diventano, affiancando Gianluca Vacchi, Opera (un fondo di private equity presieduto da Michele Russo) e Style Capital, altro fondo. Alla guida del gruppo va Daniele De Rosa (ex Saati e Zoppas Industries).
Nel luglio 2018 il gruppo cede per 17 milioni di euro Technoglas alla società parmense Cerve di Giovanni Bormioli.
Dopo aver chiesto nel febbraio 2019 un finanziamento di 77 milioni da due banche, VRGroup, guidato da Luca Villa, passa nell'ottobre 2019, in seguito ad un'asta competitiva, sotto il controllo di un fondo americano di private equity, Sun Capital Partners, per un centinaio di milioni. Dopo di ciò, nel maggio del 2020 Davide Vassena, Group COO di Sun Capital (Londra), diventa amministratore delegato di Vetrerie Riunite.

### Sbarco in Cina
Nel gennaio 2021 la societè cede a Cerve il ramo d'azienda Vetri delle Venezie in base alla nuova strategia imposta dai vertici del gruppo: focalizzarsi nel campo della produzione e commercializzazione di vetro tecnico per l'industria degli elettrodomestici. Nel giugno 2021 il gruppo veronese acquisisce la quota di maggioranza della cinese Minghui (Suizhong,  Ming Hui Industrial Technology), fondata nel 2009 e principale produttore cinese di oblò in vetro per lavatrici. I fondatori di Minghui restano come azionisti di minoranza e manager.